# Ztráta energie
Ztráty energie jsou působeny hydraulickými odpory, resp. drsností stěn potrubí či koryta, vnitřním třením tekutiny (vazkostí) a deformací rychlostního a tlakového pole v kapalině v singularitách.
Ztráty můžeme vyjádřit z Bernoulliho rovnice její úpravou
{\displaystyle \textstyle \sum \displaystyle Z=h_{1}+{p_{1} \over {\rho g}}+{{\alpha _{1}v_{1}^{2}} \over {2g}}-(h_{2}+{p_{2} \over {\rho g}}+{{\alpha _{2}v_{2}^{2}} \over {2g}})}
kde {\displaystyle h_{i}} [m] je tzv. geodetická výška [m] (výška osy potrubí či povrchu dna koryta nad srovnávací rovinou) v {\displaystyle i}-tém profilu, {\displaystyle p_{i}} je tlak [Pa] (tlak v ose potrubí či hydrostatický tlak na dně koryta) v {\displaystyle i}-tém profilu, {\displaystyle \rho } je hustota kapaliny [kgm3], {\displaystyle g} tíhové zrychlení [ms−2], {\displaystyle \alpha _{i}} Coriolisovo číslo a {\displaystyle v_{i}} střední průřezová rychlost [ms−1] v {\displaystyle i}-tém profilu. V Bernoulliho rovnici je přitom {\displaystyle p_{i} \over \rho g} [m] tzv. tlaková, {\displaystyle {\alpha v_{i}^{2}} \over {2g}} [m] rychlostní výška.
Ztráty energie mohou být ztráty místní, nebo ztráty třením, které jsou působeny jednak hydraulickou drsností stěn potrubí či koryta a současně vzájemým třením částic tekutiny (vazkostí)a v turbulentním proudění též tvorbou turbulentních vírů. Pro potrubí či koryto konstantních parametrů jsou přímo úměrné délce úseku, na němž ztráty sledujeme a nepřímo úměrné průměru potrubí či hydraulickému poloměru koryta. Oproti tomu ztráty místní jsou způsobeny výrazně převažujícím účinkem deformace rychlostcního a tlakového pole změnou směru, změnou profilu (zúžení či rozšíření náhlé nebo pozvolné), stékáním či dělením proudu, uzávěry, měrnými zařízeními a pod. Ztrátu jak třením, tak místní vyjadřujeme jako část rychlostní výšky.
Pokud je potrubí či koryto složeno z několika úseků různých parametrů, je nutné výslednou celkovou ztrátu uvažovat jako
{\displaystyle \textstyle \sum \textstyle Z=\textstyle \sum \textstyle Z_{t}+\textstyle \sum \textstyle Z_{m}}
kde {\displaystyle Z_{t}} je ztráta třením [m] v každém jednotlivém úseku a {\displaystyle Z_{m}} je místní ztráta [m] v každé jednotlivé singularitě.

## Typy ztrát

### Ztráta třením
Ztrátu třením lze snadno určit z Darcy - Weisbachovy rovnice
{\displaystyle Z_{t}=\lambda {L \over D}{{\alpha v^{2}} \over {2g}}}
kde {\displaystyle \lambda } [-] je součinitel ztráty třením, {\displaystyle L} [m] délka úseku a {\displaystyle D} [m] průměr potrubí; v případě koryt místo něj použijeme hydraulický poloměr {\displaystyle R}. Součinitel ztráty třením lze určit s pomocí různých vzorců či Moodyho grafu (viz např. ,,)
V kvadratické oblasti odporů (kde již hydraulické odpory nezávisí na Reynoldsově čísle) lze s výhodou, zejména v případě otevřených koryt, použít Chézyho rovnici
{\displaystyle v=C\surd {Ri}}
kde {\displaystyle v} [ms−1] je střední průřezová rychlost, {\displaystyle C} [m0,5s−1] Chézyho rychlostní součinitel, {\displaystyle R} [m] hydraulický poloměr a {\displaystyle i} [-] sklon čáry energie,
{\displaystyle i={Z_{t} \over L}}.
Dlužno poznamenat, že Darcy-Weisbachova rovnice se pro výpočet koryt prakticky téměř nepoužívá, protože jednak v přirozených i umělých korytech výrazně převažuje režim kvadratické oblasti, přechodná oblast odporů se vyskytuje jen vzácně, stejně tak jako hydraulicky hladký povrch, a laminární pohyb je případem zcela výjimečným (viz , , ), jednak součinitele ztráty třením pro otevřená koryta jsou dostupné jen v omezené míře.

### Ztráta místní
Místní ztráta se snadno určí ze vztahu
{\displaystyle Z_{m}=\xi {{\alpha v^{2}} \over {2g}}}
kde {\displaystyle \xi } [m] je součinitel místní ztráty. Ztrátový součinitel závisí jednak na typu dané singularity, jednak na dalších parametrech, často včetně Reynoldsova čísla. Hodnoty ztrátových součinitelů lze nalézt v literatuře (asi nejobsáhlejší průvodce je např. , případně v angličtině např. , on-line je dostupný starší překlad vydání z r. 1960 ).
Je nutné upozornit, že i když v rámci hydraulických výpočtů potrubí se realizace místní ztráty uvažuje v dané singularitě, ve skutečnosti se místní ztráta zpravidla realizuje na poměrně dlouhém úseku potrubí délky až 20 - 30 {\displaystyle D}, kde {\displaystyle D} je průměr potrubí, takže při výskytu blízkých singularit může být skutečná výsledná ztráta poněkud jiná než určená výpočtem; těmto interakcím však nebyla, až na malé výjimky, věnována bližší pozornost. Na druhou stranu pokud při výpočtu uvažujeme plnou realizaci místní ztráty, jsme prakticky vždy na straně bezpečnosti.